# 중국 축구 국가대표 B팀
중국 축구 국가대표 B팀(中國國家足球二隊)은 중국 축구 국가대표팀을 지원하기 위해 운영되  축구팀이다.

## 역사
국제 축구 연맹에 가입하기 전, 중국 축구 국가대표팀의 주된 역할은 중국과 우호적인 관계인 다른 국가들과 친선경기를 하는 것이었다. 가끔 국가대표가 다른 곳에 갔을 때 B팀이 만들어지기도 했다. A팀과 B팀 사이에 뚜렷한 연령이나 실력 차이는 없었다. 1957년, 백색 국가대표팀(B팀)은 적색 국가대표팀에 패해 멜버른행 티켓을 잃었다. 패배 후, 백팀은 지역팀인 톈진 축구단으로 강등되었다. 그 이후로 더 많은 B 팀이 만들어졌다.
중국 축구 협회는 리그의 젊은 인재들에게 더 많은 국제 경험을 제공하기 위해 1981년에 China Hope 라는 이름으로 중국 B팀을 조직했다. 팀은 1982년 튀니지 축구 국가대표팀과의 싸움 이후 해산되었다. 1984년에는 또 다른 B팀이 설립되었다. 1986년에는 챔피언십 팀인 랴오닝 FC를 기반으로 세 번째 국가대표팀인 노란색 국가대표팀이 창설되었다.
B팀은 CFA 리그에서 경쟁하며 1989년 리그 우승을 차지하기도 했다 . 같은 해 국제 축구 연맹과 국제 올림픽 위원회는 올림픽에 참가하는 축구 선수를 23세 미만으로 제한하기로 합의했고 중국 B는 중국 U-23 축구 국가대표팀으로 변경되었다.
2017년 5월 2일, 중국 축구 국가대표팀 감독인 마르첼로 리피(Marcello Lippi) 가 새롭계 중국 B팀을 개편했다.